# Horia (okręg Braiła)
Horia – wieś w Rumunii, w okręgu Braiła, w gminie Surdila-Greci. W 2011 roku liczyła 394 mieszkańców.